# Pottawattamie Park
Pottawattamie Park – miasto w Stanach Zjednoczonych, w stanie Indiana, w hrabstwie LaPorte.